# 鹿児島県道500号末吉財部線
鹿児島県道500号末吉財部線（かごしまけんどう500ごうすえよしたからべせん）は、鹿児島県曽於市を通る一般県道である。

## 概要
曽於市末吉町諏訪方から同市財部町南俣に至る。

### 路線データ
- 起点：鹿児島県曽於市末吉町新町1丁目（国道269号交点）
- 終点：鹿児島県曽於市財部町南俣（宮崎県道・鹿児島県道2号都城隼人線、鹿児島県道492号財部停車場線終点）

## 地理

### 通過する自治体
- 曽於市

### 交差する道路
| 交差する道路                                                  | 交差する場所    | 交差する場所     |
| ------------------------------------------------------------- | --------------- | ---------------- |
| 国道269号                                                     | 末吉町新町1丁目 | 起点             |
| 鹿児島県道503号見帰二之方線                                   | 末吉町新町2丁目 |                  |
| 鹿児島県道501号光神山諏訪方線                                 | 末吉町諏訪方    |                  |
| 国道10号                                                      | 末吉町深川      | 末吉町深川交差点 |
| 鹿児島県道482号塚脇財部線                                     | 財部町南俣      |                  |
| 宮崎県道・鹿児島県道2号都城隼人線 鹿児島県道492号財部停車場線 | 財部町南俣      | 終点             |

### 沿線
- 曽於警察署 末吉交番
- 曽於市立柳迫小学校
- 鹿児島県立財部高等学校
- JR九州日豊本線 財部駅
- 曽於市立財部小学校
- 末吉中継局